# 商品
商品（しょうひん）は、経済活動において生産・流通・交換される物財のことである。
商品には具体例として食品、衣類、家電などの製品のほかに、法律相談や郵便配達などのサービスや、証券などの権利、情報などが含まれる。
販売する物財に主眼を置く場合には、商材（しょうざい）とも呼ばれる。
日本の学術団体については、1951年（昭和26年）4月21日、日本商業学会が慶應義塾大学教授向井鹿松を初代会長として設立された。

## マルクス経済学における商品
マルクス経済学において、商品とは私的な交換を目的とした財・サービスである。交換の対象ではなく、生産者自身が消費してしまう財・サービスは、そもそも商品とはなっておらず、商品は交換関係の中で成立している。
また商品は、人間のニーズを充足させる性質である「使用価値」と、あらゆる商品との交換可能性を持つ性質である「価値」を持っている。この価値は社会一般的に必要な労働時間によって決められるものであり、生産性が高まれば価値は低下するという性質を持っている。